# Torpor
Torpor je stanje smanjenje fizičke aktivnosti kod životinja. 
Kao i hibernacija, torpor je taktika preživljavanja koju životinje koriste za preživljavanje zimskih mjeseci.
Također uključuje nižu tjelesnu temperaturu, stopu disanja, brzinu otkucaja srca i brzinu metabolizma. Za razliku od hibernacije, traje kratko vrijeme - ponekad samo kroz noć ili dan, ovisno o načinu hranjenja životinje. Torpor omogućava životinjama da prežive kraća razdoblja u kojima je smanjena dostupnost hrane. 
Neke od životinje koje padaju u torpor su kolibrići te sisavci poput miševa, šišmiša itd. Tijekom dana životinje imaju normalnu temperaturu tijela dok navečer, kada temperatura okoliša padne, usporavaju svoj metabolizam te temperatura njihovog tijela pada kako bi štedjeli energiju potrebnu za preživljavanje. Neaktivni, ulaze u dublji san koji im omogućuje da štede energiju i prežive zimu.
Medvjedi, rakuni, ježevi, tvorovi... su svi "lagani hibernatori" koji koriste torpor kako bi preživjeli zimu.